# Pil (zaad)
Een zaadpil is een gepilleerd zaad. Door het pilleren worden zaden omhuld met als doel het zaad vooral mechanisch beter, sneller en preciezer te kunnen verzaaien. Een ander doel is het meegeven van fungiciden en insecticiden om een hogere opkomst, een betere doorgroei en hogere oogst te bewerkstelligen. Er zijn verschillende soorten pillen, zoals de splitpil en de smeltpil. De splitpil splijt door vochtopname open, waardoor het zaad beter kan kiemen. Bij sommige traagkiemende groentegewassen, zoals selderij wordt het zaad ook nog voorgekiemd en weer teruggedroogd, het zogenaamde primen. Hierdoor ontstaat na het zaaien een snelle en gelijkmatige opkomst.
In plaats van het omhullen van het zaad vindt ook coating plaats met gewasbeschermingsmiddellen. Ook kan gepilleerd zaad nog worden gecoat.
Voorbeelden van toepassing van pillenzaad zijn die bij onder andere suikerbiet, sla en andijvie.